# Condado de Racine
El condado de Racine (en inglés: Racine County), fundado en 1836, es uno de 72 condados del estado estadounidense de Wisconsin. En el año 2009, el condado tenía una población de 200.601 habitantes y una densidad poblacional de 219 personas por km². La sede del condado es Racine. El condado recibe su nombre por la palabra francesa «raíz». El condado forma parte del área metropolitana de Milwaukee. Racine es la cuna de la famosa fábrica de herramientas Dremel y su producto Mototool.

## Geografía
Según la Oficina del Censo, el condado tiene un área total de 2051 km², de la cual 862 km² es tierra y 1189 km² (57,94%) es agua.

### Condados adyacentes
- Condado de Milwaukee (norte)
- Lago Míchigan (este)
- Condado de Kenosha (sur)
- Condado de Walworth (oeste)
- Condado de Waukesha (noroeste)

## Demografía
En el censo de 2000, había 188.831 personas, 70.819 hogares y 49.856 familias residiendo en el condado. La densidad poblacional era de 219 personas por km². En 2000 había 74.718 unidades habitacionales en una densidad de 87 por km². La demografía del condado era de 83,04% blancos, 10,47% afroamericanos, 0,36% amerindios, 0,72% asiáticos, 0,03% isleños del Pacífico, 3,69% de otras razas y 1,67% de dos o más razas. El 7,94% de la población era de origen hispano o latino de cualquier raza.

## Localidades

### Ciudades, pueblos y villas
- Burlington
- Burlington (pueblo)
- Caledonia
- Dover
- Elmwood Park
- Mount Pleasant
- North Bay
- Norway
- Racine (sede)
- Raymond
- Rochester
- Sturtevant
- Union Grove
- Waterford (villa)
- Waterford (pueblo)
- Wind Point
- Yorkville

### Lugares designados por el censo
- Bohners Lake
- Browns Lake
- Eagle Lake
- Waterford North
- Wind Lake

### Áreas no incorporadas
- Franksville
- Husher
- Ives Grove
- Kansasville
- Kilbournville
- Kneeland
- North Cape
- Sylvania
- Tabor
- Tichigan
- Thompsonville
- Union Church